# Catherine Burns
Catherine Burns (ur. 25 września 1945 w Nowym Jorku, zm. 2 lutego 2019 w Lynden) – amerykańska aktorka teatralna, filmowa, radiowa i telewizyjna. 
Za rolę Rhody w dramacie Ostatnie lato (1969) została nominowana do Oscara dla najlepszej aktorki drugoplanowej i Nagrody Stowarzyszenia Nowojorskich Krytyków Filmowych.

## Życiorys

### Wczesne lata
Urodziła się w Nowym Jorku w rodzinie pochodzenia irlandzkiego i polskiego. Wychowała się na Manhattanie i uczęszczała do Hunter College High School w Carnegie Hill, Hunter College i American Academy of Dramatic Arts.

### Kariera
Debiutowała na małym ekranie w roli Mary Warren w telewizyjnej wersji sztuki CBS Czarownice z Salem (1967) u boku George’a C. Scotta i Colleen Dewhurst. W 1968 występowała na Broadwayu jako Monica w sztuce Muriel Spark Pełnia życia panny Brodie. W 1969 grała na scenie off-Broadwayu w spektaklu Sen o aktorze z czarnej listy z udziałem Ripa Torna. Wystąpiła na ekranie w komediodramacie Ja, Natalia (Me, Natalie, 1969) jako Hester z Alem Pacino i dramacie wojennym Jamesa Goldstone’a Red Sky at Morning (1971) w roli Marcia Davidson u boku Richarda Thomasa, a także w serialach – Guiding Light (1969) jako Cathy Craig, The Waltons (1973) jako Panna Pollard i Sierżant Anderson (1976) jako Sheila Sumner. W telewizyjnym dramacie biograficznym NBC Ostatni lot (Amelia Earhart, 1976) z Johnem Forsythe’em zagrała postać Pidge Earhart, młodsza siostra lotnika Amelii Earhart.
W 1971 wydała książkę dla dzieci pt. The Winter Bird. Pisała także scenariusze i sztuki teatralne oraz sprzedawała scenariusze do opery mydlanej CBS Guiding Light w 1989.

## Życie prywatne
W czerwcu 1989 zawarła związek małżeński z Kennethem Shire.
Zmarła 2 lutego 2020 w swoim domu w Lynden w Waszyngtonie w wieku 73 lat w wyniku komplikacji po upadku, którego doznała w domu, z marskością wymienioną jako czynnik przyczyniający się.